# Armia „Poznań”

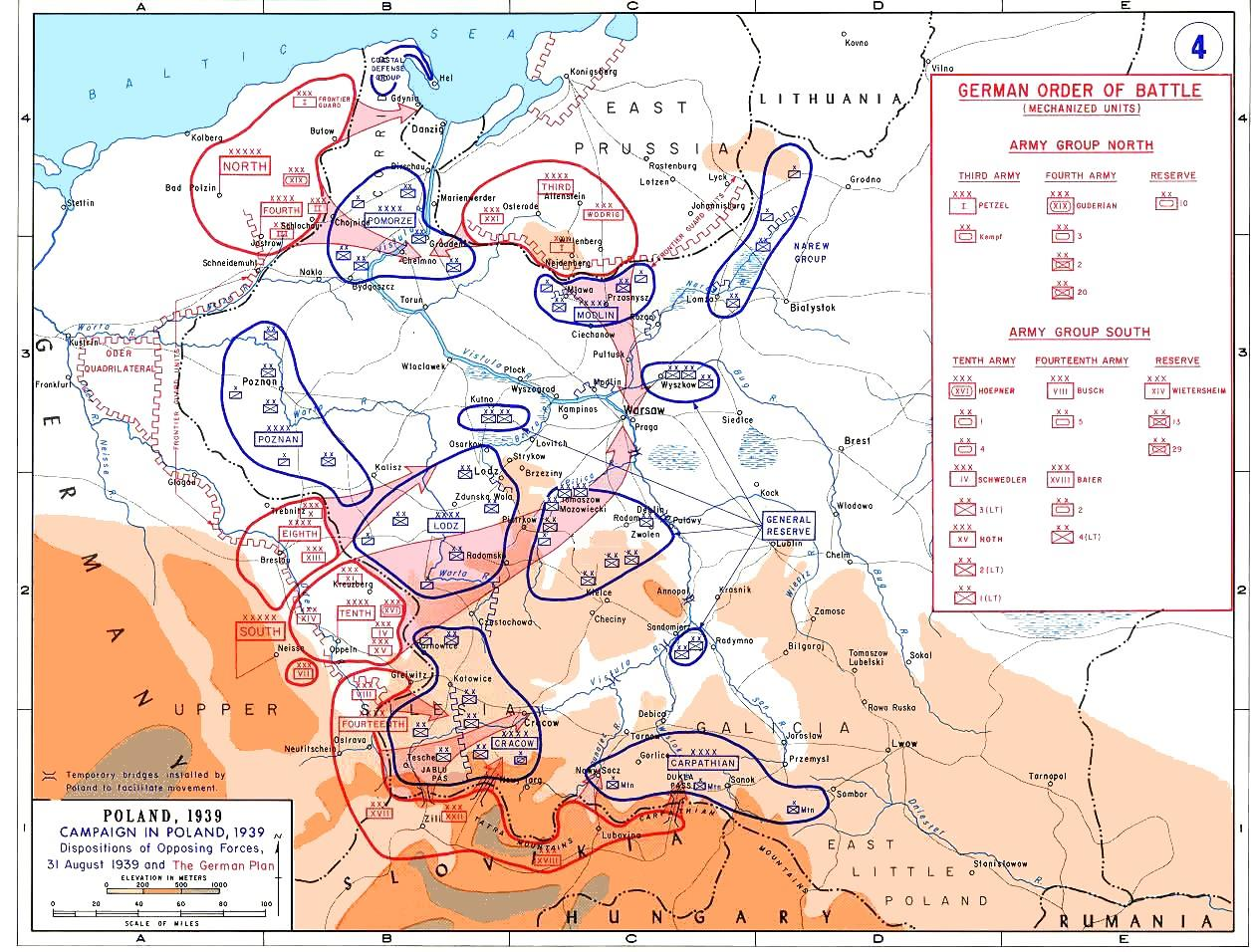
Położenie wojsk 31 sierpnia i niemiecki plan ataku

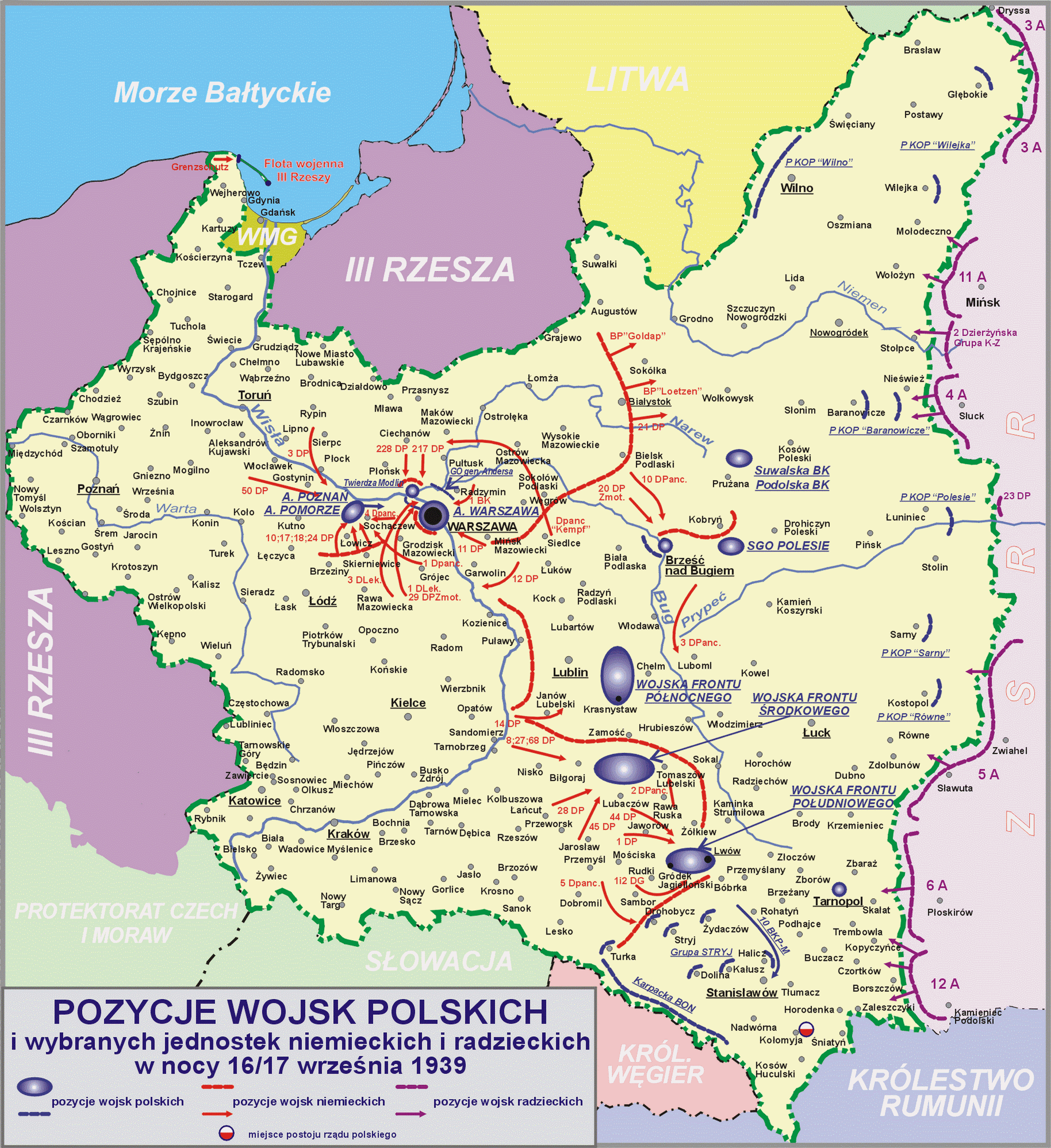
Pozycje wojsk polskich 16/17 września

Armia „Poznań” – związek operacyjny Wojska Polskiego istniejący od 23 marca do 21 września 1939.
W czasie kampanii wrześniowej armia dowodzona przez gen. dyw. Tadeusza Kutrzebę, walczyła w składzie czterech dywizji piechoty (14., 17., 25. i 26.), Wielkopolskiej i Podolskiej Brygady Kawalerii oraz Poznańskiej i Kaliskiej Brygady ON. Początkowo obsadzała wysunięty na zachód obszar Wielkopolski; była w gotowości do działania zarówno na korzyść Armii „Pomorze” jak i Armii „Łódź”. 

W kolejnych dniach września odegrała główną rolę w dwutygodniowej bitwie nad Bzurą.

## Utworzenie armii i przygotowania wojenne
Armia „Poznań” utworzona została 23 marca 1939 w celu obrony Wielkopolski i współdziałania z sąsiednimi armiami („Pomorze” i „Łódź”). Tego dnia, w oparciu o Inspektorat Armii gen. dyw. Tadeusza Kutrzeby i przydzielonych oficerów – wykładowców Wyższej Szkoły Wojennej, zorganizowany został w Warszawie zalążek dowództwa i sztabu armii (do 31 sierpnia 1939 występował w dalszym ciągu jako Inspektorat Armii). 29 sierpnia 1939 przybył do Gniezna.
Zadania dla Armii „Poznań” przewidywały:
- Osłaniając się na kierunku Frankfurt – Poznań, przede wszystkim ubezpieczyć własnym działaniem skrzydła Armii „Łódź” i Armii „Pomorze”. W razie ataku przeważających sił nieprzyjaciela nie dać się szybko zepchnąć na ostateczną linię obrony.
- Nie dać się odrzucić od armii sąsiednich. W tym celu zwrócić szczególną uwagę na kierunki:

Piła – Inowrocław
Głogów – Koło
Wrocław – Koło
- Na kierunku Frankfurt – Poznań:

wykorzystać jak najdłużej przedpole Warty i osłonić Poznań przed zaskoczeniem,
do opóźnienia nieprzyjaciela wykorzystać wszystkie nadające się w tym celu linie terenowe.
- Ostateczna pozycja obrony:

nawiązanie do przedmościa Bydgoszcz – jezioro Żnin – jezioro Gopło – kanał Gopło – Warta – rz. Warta, z wysunięciem się w rejon Konin – Turek.
Szerokość pasa działania: w centrum około 200 km, na skrzydłach 30–60 km.
20 sierpnia na bazie Dowództwa Okręgu Korpusu Nr VII w Poznaniu sformowano sztab Grupy Operacyjnej „Koło”, któremu podporządkowywano jednostki armii, w celu koordynacji działań bojowych na poziomie taktycznym. Dowódcą GO „Koło” został mianowany dowódca DOK VII – gen. bryg. Edmund Knoll-Kownacki.

## Działania bojowe
Bitwa graniczna
1 i 2 września
Na odcinku Armii „Poznań” drobne starcia miały miejsce w obszarze nadgranicznym oraz nad Notecią. W związku z sytuacją w rejonie Częstochowy, 2 września dowódca armii otrzymał polecenie przygotowania odejścia jednostek na zasadniczą pozycję obronną. Podolska Brygada Kawalerii ukończyła wyładowania i dopiero następnego dnia mogła zluzować 14 Dywizję Piechoty w osłonie kierunku poznańskiego.

## Obsada personalna dowództwa
Dowództwo

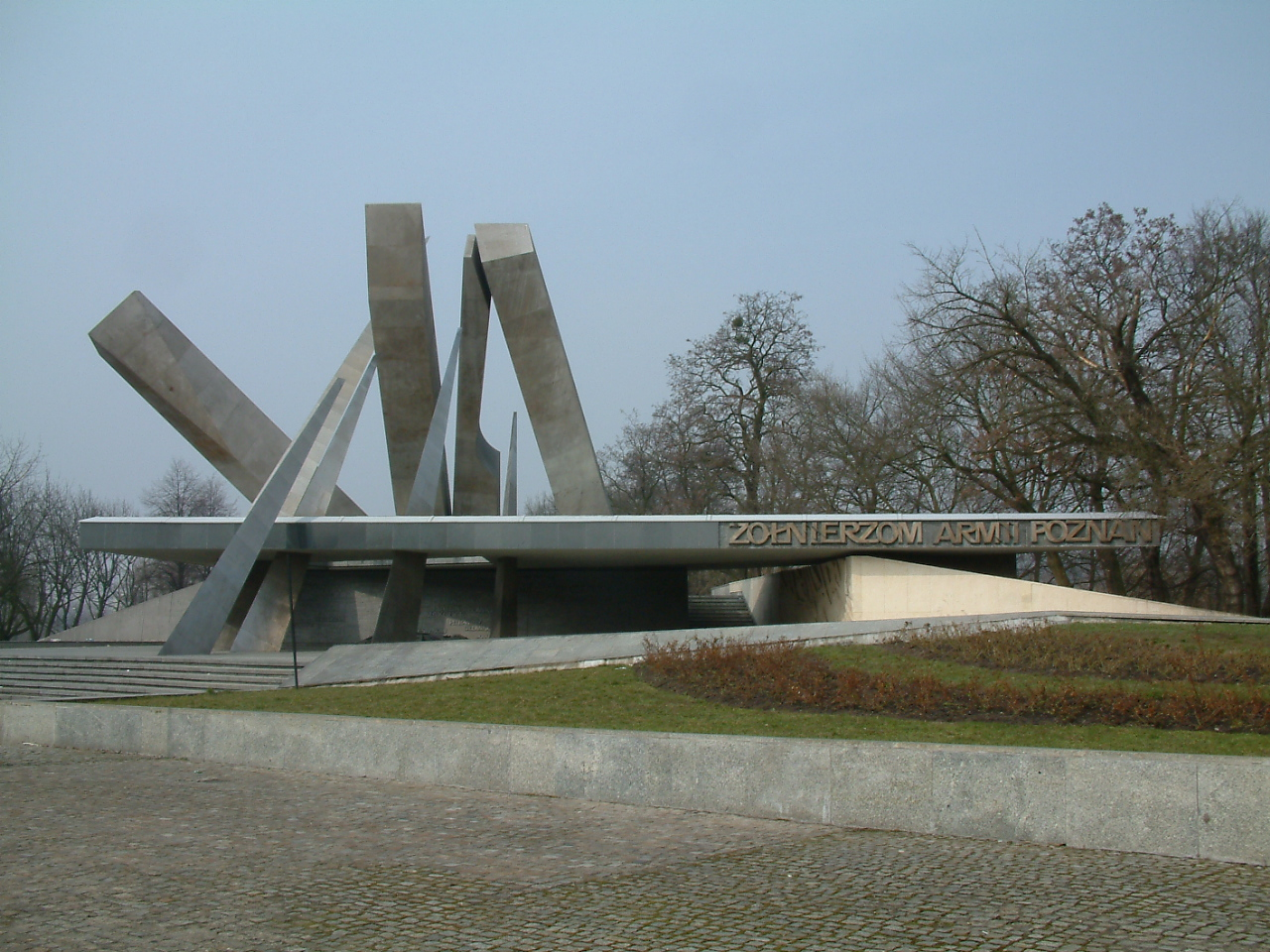
Pomnik „Armii Poznań” w Poznaniu

- dowódca – gen. dyw. Tadeusz Kutrzeba
- oficer do zleceń – ppłk dypl. Adam Lewicki
- oficer ordynansowy – rtm. Jan Pniewski
- dowódca artylerii – płk Michał Jancewicz
  - oficer – mjr Wojciech Wilkoński
  - oficer – kpt. Ludwik Juliusz Ostrichański
  - oficer – kpt. Roman Czartoryski
- dowódca lotnictwa – płk dypl. pil.inż. Stanisław Kuźmiński
  - szef sztabu – ppłk dypl. obs. Adam Kurowski
    - oficer operacyjny – mjr dypl. pil. Jan Koźmiński
    - oficer informacyjny – kpt. obs. Kazimierz Ciesielski

  - kwatermistrz – kpt. Stanisław Miękina 
    - pomocnik kwatermistrza – por. Prus

  - dowódca OPL – kpt. Jan Maciej Pawłowski
- dowódca saperów – ppłk dypl. Leon Bianchi

Sztab
- szef sztabu
  - ppłk dypl. Stefan Mossor (III – VII 1939)
  - płk dypl. Stanisław Lityński (VII – IX 1939)
- szef Oddziału I – ppłk dypl. Romuald Sidorski
  - szef Wydziału Personalnego – mjr Konstanty Jabłoński
  - oficer – mjr dypl. Antoni Dąbrowski
  - oficer – kpt. Władysław Zwoliński
- szef Oddziału II – ppłk dypl. Józef Gryglaszewski
  - oficer – mjr dypl. Feliks Libert
  - oficer – kpt. Tadeusz Piotr Mroczkowski
  - oficer – rtm. dypl. Janusz Łoś
- szef Oddziału III – ppłk dypl. Feliks Robakiewicz
  - oficer – mjr dypl. Eryk Migula
  - oficer – mjr dypl. Wincenty Iwanowski
  - oficer – mjr dypl. Julian Michalski
  - oficer – kpt. dypl. Zygmunt Braksal
- szef Oddziału IV – ppłk dypl. Włodzimierz Krzyżanowski
  - zastępca szefa – mjr dypl. Kazimierz Oyrzyński
  - kierownik Referatu Zaopatrzenia – kpt. dypl. Albert Szaad
  - kierownik Referatu Etapowego – kpt. Antoni Berezowski
  - oficer – kpt. Stanisław Rybiański

Kwatermistrzostwo armii
- kwatermistrz armii – płk dypl. Bolesław Stanisław Borkowski
  - dowódca żandarmerii – ppłk żand. Tadeusz Miś
  - szef służby intendentury – ppłk dypl. Wiktor Misky
    - oficer – kpt. Mieczysław Adolf Burcan
    - oficer – kpt. Mieczysław Niesiołowski
    - oficer – kpt. Józef Szczepański
    - oficer – kpt. Stanisław Jan Tarnawski
    - oficer – por. Stanisław Boniecki
    - oficer – por. Benedykt Hołdrowicz
    - oficer – ppor. Stanisław Miechówka

  - szef służby uzbrojenia – ppłk uzbr. Leon Metelski
    - oficer – mjr Tadeusz Roman
    - oficer – mjr Kazimierz Konstanty Hellwig
    - oficer – kpt. Kazimierz Jan Hellebrandt
    - oficer – kpt. Marian Adam Wiśniewski
    - oficer – kpt. Otton Adolf Wojtowicz
    - oficer – kpt. Józef Pawłowski
    - oficer – por. Zbigniew Stanisław Sokołowski

  - szef służby zdrowia – płk lek. doc. dr Teofil Kucharski
  - szef służby weterynaryjnej – płk lek. wet. Mieczysław Lessiński

- szef służby sprawiedliwości – płk aud. Karol Ludwik Müller
- szef służby duszpasterskiej – proboszcz ks. Józef Tomiak
- szef służby wyznań niekatolickich – mjr Tadeusz Marian Bałaban
- szef służby samochodowej – mjr Józef Augustowski 
  - oficer – mjr Czesław Buszkiewicz
  - oficer – kpt. Henryk Kazimierski
- dowódca kolumny taborowej – ppor. Wiktor Przegaliński
- szef służby kolejnictwa – ppłk dypl. Henryk Edward Lergetporer
  - zastępca szefa – kpt. Piotr Załęski
  - komendanci za- i wyładunkowi:

kpt. dypl. Edmund Wiktor Ginalski
por. Zdzisław Rassowski
ppor. Kazimierz Tomasik
ppor. Stanisław Żurawiński
ppor. Marian Falęcki
ppor. Władysław Mazierski
ppor. Wiktor Maszner
- - delegat PKP przy armii – mjr dypl. Aleksander Klotz
- delegat Naczelnego Kwatermistrza – mjr dypl. Zdzisław Henryk Szymański 
  - kurier – ppor. Wacław Wysiadecki
- komendant kwatery głównej – mjr. Augustyn Stasiak
- kierownik kancelarii – kpt. Stanisław Bartłomiej Łoza

Adiutantura 
oficer kurier – kpt. Leśniewski
oficer kurier – por. Marian Jaworski
oficer kurier – ppor. Stefan Długołęcki
- płatnik kwatery głównej – por. Andrzej Bukowski

## Struktura organizacyjna
Kwatera Główna Armii
- dowódca 72 kompanii asystencyjnej – ppor. Władysław Łazuta
- dowódca 209 kompanii asystencyjnej – ppor. Roman Dudziak
- dowódca kompanii sztabowej – por. Zygmunt Rzędowski
- dowódca kompanii sztabowej – kpt. Stefan Steś
- kompania stacyjna nr 12 – por. Józef Żabówka 
  - dowódca plutonu – por. Bolesław Antoni Ścieciński

Wielkie jednostki
- 14 Wielkopolska Dywizja Piechoty
- 17 Wielkopolska Dywizja Piechoty
- 25 Dywizja Piechoty
- 26 Dywizja Piechoty
- Wielkopolska Brygada Kawalerii
- Podolska Brygada Kawalerii (od 1 lub 2 września)

Piechota
- Poznańska Brygada Obrony Narodowej
- Kaliska Brygada Obrony Narodowej

Artyleria
- 7 pułk artylerii ciężkiej
- 67 dywizjon artylerii lekkiej

Saperzy
- batalion saperów typ IIb nr 47 dla armii – kpt. Teofil Jaroszewski
- pluton mostowy 4-tonowy nr 47
- kompania saperów KOP „Stolin”
- szefostwo fortyfikacji typ II „Poznań”
- dowództwo grupy fortyfikacyjnej nr 1
- dowództwo grupy fortyfikacyjnej nr 31
- dowództwo grupy fortyfikacyjnej nr 71
- dowództwo grupy fortyfikacyjnej nr 92 – ppłk st. sp. inż. Mieczysław Wężyk
- rezerwowa kompania saperów nr 163
- rezerwowa kompania saperów nr 164
- rezerwowa kompania saperów nr 165
- rezerwowa kompania saperów nr 166
- rezerwowa kompania saperów nr 167
- rezerwowa kompania saperów nr 168
- rezerwowa kompania saperów nr 171
- rezerwowa kompania saperów nr 172
- rezerwowa kompania saperów nr 173
- rezerwowa kompania saperów nr 174 – kpt. rez. Michał Lorkiewicz
- rezerwowa kompania saperów nr 175
- pluton parkowy saperów nr 71
- pluton parkowy saperów nr 72
- lekka kolumna pontonowa typ I nr 171
- lekka kolumna pontonowa typ II nr 172
- samodzielny pluton elektrotechniczny nr 21 (mob. batalion elektrotechniczny)
- samodzielny pluton elektrotechniczny nr 22
- stacja elektrowagonowa nr 2 (mob. 2 batalion mostów kolejowych)

Bronie pancerne
- 31 samodzielna kompania czołgów rozpoznawczych
- 71 samodzielna kompania czołgów rozpoznawczych
- 72 samodzielna kompania czołgów rozpoznawczych
- 82 samodzielna kompania czołgów rozpoznawczych
- pociąg pancerny Nr 11
- pociąg pancerny Nr 12
- kolumna samochodów – kpt. obs. Jan Luszczyński
- kolumna samochodów ciężarowych nr 753 – ppor. rez. Damazy Choraszewski

Lotnictwo i OPL
- eskadra liniowa nr 34
- III/3 dywizjon myśliwski
- eskadra towarzysząca nr 33
- eskadra towarzysząca nr 36
- pluton łącznikowy nr 6
- 4 kompania balonów obserwacyjnych
- ruchomy park lotniczy nr 1
- kompania lotniskowa nr 4
  - pluton wartowniczy lotniskowy nr 71
  - pluton wartowniczy lotniskowy nr 72
  - pluton wartowniczy lotniskowy nr 73
  - pluton lotniskowy nr 71
  - pluton lotniskowy nr 72
- stacja meteorologiczna nr 71
- drużyna radiokorespondencyjna lotnicza nr 3

Łączność
- kompania telefoniczno-kablowa nr 22 – por. Józef Gil 
  - dowódca plutonu – ppor. Władysław Rust
- kompania telefoniczno-budowlana nr 14 – por. Henryk Knie
- pluton telefoniczno-kablowy nr 16 – por. Wiesław Anc

Łącznie armia liczyła:
- 55 batalionów piechoty
- 19 szwadronów kawalerii
- 256 dział, w tym 24 haubice 155 mm wz. 1917, 24 armaty 105 mm wz. 1913 i wz. 1929, 62 haubice 100 mm wz. 1914/1919 i 146 armat 75 mm wz. 1897 i wz. 1902/1926[10]
- 20 dział przeciwlotniczych
- 78 czołgów rozpoznawczych (TKS lub TK-3)
- 2 pociągi pancerne
- 56 samolotów
- 16 samochodów pancernych wz. 34